# The Letter (Lied)
The Letter ist ein Lied der US-amerikanischen Rockband The Box Tops. Es erschien im Juli 1967 und avancierte als Single zum Nummer-eins-Hit.

## Entstehung und Veröffentlichung
Getextet und komponiert wurde das Lied alleine von Country-Musiker Wayne Carson. Dieser ließ im Dezember 1966 den von ihm verfassten Solotitel My Little Noise Maker von Chips Moman produzieren. Das Stück blieb zwar ohne Resonanz, doch nahm Studioinhaber Moman den ambitionierten Komponisten in den Studiostab seiner American Sound Studios auf, kurz danach schrieb Carson The Letter. Carson vervollständigte den Text über einen jungen Mann, der von seiner Freundin einen sehnsuchtsvollen Brief erhält und deswegen auch die Flugzeugdistanz zu ihr nicht scheut, da die Fahrt in einem Fernschnellzug zu lange dauert. Für die Produktion von The Letter zeichneten gemeinsam Tommy Cogbill und Dan Penn verantwortlich.
Die Erstveröffentlichung von The Letter erfolgte als Single im Juli 1967 bei Mala Records. Diese erschien als 7″-Single mit der B-Seite (Katalognummer: 565). Im November 1967 erschien das Lied als Teil von The Letter / Neon Rainbow bei Bell Records (Katalognummer: 6011-S), dem Debütalbum der Box Tops.

## Aufnahme
Die DeVilles waren eine weiße Schülerband aus Memphis, die ab 1966 auf Partys spielte. In der lokalen Szene erlangte sie einige Aufmerksamkeit, die auch dem Inhaber der Tonstudios Moman nicht verborgen blieb. Während der Aufnahmesession legten sie sich den Namen The Box Tops zu. Die Gruppe bestand aus dem Leadsänger Alex Chilton, Gary Talley (Leadgitarre), William Cunningham (Bassgitarre), John Evans (Keyboard) und Daniel Smythe (Schlagzeug). Außerdem spielte auch Komponist Carson während der Aufnahmesession Gitarre. Das ungewöhnliche Intro besteht aus Rimshot-Schlägen auf dem Schlagzeug.
Moman war nicht greifbar, so dass Studiokomponist Dan Penn die Gelegenheit erhielt, erstmals als Produzent tätig zu werden. Für Carson war die Stimme des Leadsängers Alex Chilton zu heiser, doch das genau suchte der Studioinhaber Moman. Penn schlug vor, das Wort „aer-o-plane“ in drei Silben beim Gesang aufzuteilen. Er baute Geigen und einen Hammond-B3-Orgelriff ein und fügte das Startgeräusch eines Flugzeugs hinzu, um den Text auch akustisch zu verdeutlichen. Geigen und Bläsersektion wurden vom Sessionband-Mitglied Mike Leech arrangiert. 
Insgesamt brauchte der Song 33 Takes, bis Penn vom Produkt überzeugt war. Der Titel entstand auf einem 12-Spur-Tonband, nachdem die Studios sehr lange mit veralteter Aufnahmetechnik gearbeitet hatten. Als Moman ins Studio zurückkehrte, war er von der in seiner Abwesenheit entstandenen Aufnahme nicht begeistert; insbesondere störte ihn das Flugzeuggeräusch. Dan Penn setzte sich durch und fand eine Plattenfirma, die bereit war, den Song zu veröffentlichen.

## Inhalt und Stil
The Letter basiert auf einer Idee von Carsons Vater, dem die erste Zeile „Give me a ticket for an aeroplane“ einfiel, um den Carson den Text baute. Das Lied ist lediglich 1:58 Minuten lang und charakteristisch für den Blue-Eyed Soul, wie er insbesondere bei American Sound Studios entstand.

## Kommerzieller Erfolg

### Chartplatzierungen
The Letter avancierte zum Nummer-eins-Hit in Belgien-Wallonien, Norwegen und den US-amerikanischen Billboard Hot 100.
| ChartsChartplatzierungen       | Höchstplatzierung | Wochen/ Monate |
| ------------------------------ | ----------------- | -------------- |
| Deutschland (GfK)              | 5 (3 Mt.)         | 3 Mt.          |
| Österreich (Ö3)                | 9 (3 Mt.)         | 3 Mt.          |
| Vereinigte Staaten (Billboard) | 1 (16 Wo.)        | 16 Wo.         |
| Vereinigtes Königreich (OCC)   | 5 (12 Wo.)        | 12 Wo.         |

| ChartsJahrescharts (1967)      | Platzierung |
| ------------------------------ | ----------- |
| Vereinigte Staaten (Billboard) | 2           |

### Auszeichnungen für Musikverkäufe
Die Single verkaufte sich laut Quellen über vier Millionen Mal, davon über drei Millionen Einheiten in den Vereinigten Staaten.
| Land/Region                  | Auszeichnungen für Musikverkäufe (Land/Region, Auszeichnung, Verkäufe) | Verkäufe  |
| ---------------------------- | ---------------------------------------------------------------------- | --------- |
| Vereinigte Staaten (RIAA)    | Gold                                                                   | 3.000.000 |
| Vereinigtes Königreich (BPI) | Silber                                                                 | 200.000   |
| Insgesamt                    | 1× Silber · 1× Gold ·                                                  | 3.200.000 |

## Coverversionen
The Letter wurde Coverinfo zufolge 52 Mal gecovert; eine der kommerziell erfolgreichsten Coverfassungen war die Joe Cockers vom Juli 1970.